# Alan Baddeley
Alan Baddeley is hoogleraar Psychologie aan de Universiteit van York in Engeland. Hij is vooral bekend geworden door zijn onderzoek naar het werkgeheugen.
Baddeley studeerde aan het University College London in 1956 (BA in 1956), verkreeg zijn MA aan de Princeton University afdeling Psychologie (1957), en promoveerde aan de Universiteit van Cambridge in 1962.
Baddeley ontwikkelde samen met Hitch een invloedrijk model van het werkgeheugen, waarin hij meerdere opslagplaatsen voor het kortetermijngeheugen beschreef (z.g. slave systems) die interageerden met een centraal controlesysteem (central executive). Met dit model van het werkgeheugen konden veel gegevens ontleend aan het onderzoek van het kortetermijngeheugen worden verklaard.
Baddeley heeft ook een aantal neuropsychologische tests ontwikkeld zoals: de Doors and People, Children Test of nonword repetition (CN REP), de Rivermead Behavioural Memory Test (RBMT), het  Autographical Memory Interview (AMI), de Visual Patterns Test (VPT) en de  Speed and Capacity of Language Processing Test (SCOLP).
Sinds 1989 is Baddeley lid van de Academia Europaea.